# ダン D.8
ダン D.8
ファンボローで撮影されたダン D.8。1914年3月11日。
- 用途：実験機
- 設計者：J・W・ダン
- 製造者：ブレア・アソール企業組合Ltd、ロンドン
- 運用者：イギリス陸軍航空隊、アメリカ海軍、アメリカ陸軍通信隊、カナダ航空部隊
- 初飛行：1912年6月
- 生産数：5機
- 運用状況：退役

ダン D.8は、1912年、J・W・ダンによって設計された、いくつかの無尾翼・後退翼形状の複葉機のなかの1機である。こうした形状は、特有の安定性を持たせるためのものだった。非常に短期間ではあるが、少数製作されたうちの1機がイギリス陸軍航空隊（RFC）に採用された。ダンの手になる航空機としては、この組織で飛行した唯一の機だった。他、アメリカ陸軍通信隊、アメリカ海軍、および短期間のみ開かれたカナダ航空部隊がこの機を用いた。後者にとり、この機体は最初にして唯一の軍用機だった。

## 設計と開発
J・W・ダンの最初の後退複葉機は自動的な安定性を持つよう設計されていた。この作業は1906年から1909年、彼がイギリスのファンボローに置かれた気球工場（後に飛行機工場）に雇われた時から開始された。軍事機密を守るため、試験はスコットランドのブレア・アソールで行われた。ファンボローを去った後、ダンはブレア・アソール企業組合有限会社という自分の会社を設立した。この社の最初の航空機はダン D.5だった。この飛行機は1911年に墜落した際、D.8として作り直された。両機種は極めて似通った主翼を持ち、同じエンジンを装備していたが、D.5がチェーンで駆動する1対のプロペラを装備した換わりとして、D.8はプッシャー式プロペラを1つだけ装着していた。また、これらの機の胴体と下部構造も異なるものとなっていた。
D.8の構造は、無尾翼で、上下の翼がずれて配置されておらず、また上下翼間は、片翼が支持柱で4つの空間に区切られた複葉機であり、その主翼の後退角度は32度だった。本機の翼弦の変わらない主翼は2本のトウヒ材の翼桁で作られ、前方の一本が翼前縁を形成した。安定性の実現を助けるため、迎角および上下翼間の距離が翼の外方へ行くにつれて減少し、この迎角の変化はマイナスの揚力を生み出した。この主翼先端部分のねじり下げは重心部分から充分に後方で行われており、今日の伝統的な尾翼が主翼より低い迎角を取るのと同様、縦方向の安定性を与えた。主翼のキャンバーは外方で強められた。単純かつ並行配置でペアとされた翼間の支持柱が、翼桁同士を接合した。最も外側の主翼支持柱は布地で覆われ、固定されたサイドカーテンを形成した。これは横方向の安定性を生み出すものだった。また翼端のエレボンが操縦のために用いられ、1組のレバーによって操作された。操縦者は片翼につきレバー1本を操作した。のちにD.8の操縦系統には変更が加えられたが、当初の機体は上翼に設けられたレバー1組だけを用いた。またD.5で装備されたように、サイドカーテンに設けられた長方形の切り欠きがこれらの作動を許した。航空機の大部分はショート・ブラザースによって製造された。

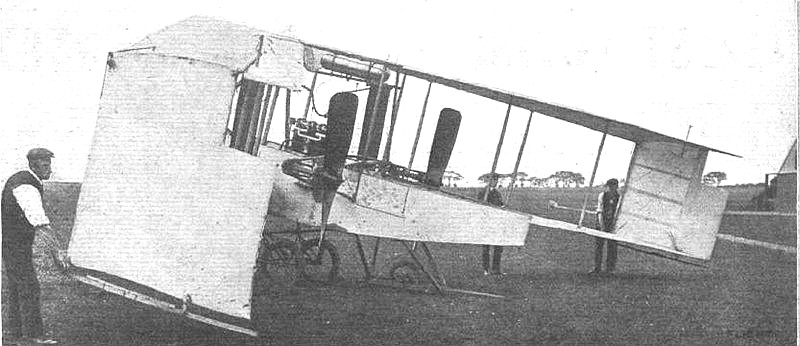
ダン D.5。サイドスカートに長方形の切り欠きが設けられている。

D.8は水冷4気筒、60hp（45kw）のグリーン社製エンジンを装備し、これは4翅のプッシャー式プロペラを直結駆動することで、D.5のチェーン駆動方式と比べて重量を抑えていた。いつプロペラが変更されたかについて定かではないが、大部分の写真では2翅のプロペラを駆動するグリーンエンジンを示している。プロペラ位置変更の結果、胴体が後部で短くなり、また機首部が延長された。最初のD.8は前作のD.5のような単座機だったと推測され、また操縦者は翼弦中央部に座った。
現代の文献ではD.8の下部構造の複雑さについて意見を述べており、これらは緩衝機能を持つ車輪のペア、細い支持部品のペアに翼端のスキッドとを組み合わせた物としている。この複雑性の一部は、ダンパーを欠いていながらも反動を抑えることから来ており、また一部は、機首が地面に突っ込んで転倒するのを防ぐ、精巧なスキッドによる。
このような形状でD.8は1912年6月、ケント州イーストチャーチにおける初飛行を行った。1912年8月、ウィルトシャーのラークヒルで行われた軍の審査に参加したが、競争に加わることはなかった。この機体は1911年から1912年まで定期的にイーストチャーチ上空を飛び、1912年11月になってもそこで活動していた。D.8が両手を用いる操縦配置であるにもかかわらず、1912年6月、隻腕のA・D・カーデン大尉は王立航空クラブの飛行士の証明書を得た。
後に機体が空気力学的な改修を受けたかどうかは定かではないが、1913年8月までにはグリーン社製エンジンが80hp（60kw）を出力する7気筒ノーム・ロータリーエンジンに換装された。以前と比べて全長が非常に短くなったこのエンジンは、2機目の機体にも搭載された。この機は複座であり、操縦席は翼前縁より先に設けられ、副操縦装置のついた乗客席は翼後縁部分に置かれていた。このときには上・下翼に操舵用のエレボンが存在しており、サイドカーテンには先細になるよう1組の切り込みが入れられ、これら操縦装置が可動できるようになっていた。上翼は両側とも1組のエレボンが付き、操舵面積はほぼ2倍となったが、しかしながらこれらの装置が一体で動くのか、差動するのかは明らかになっていない。1913年10月18日、フェリックスの操縦により本機は初飛行した。

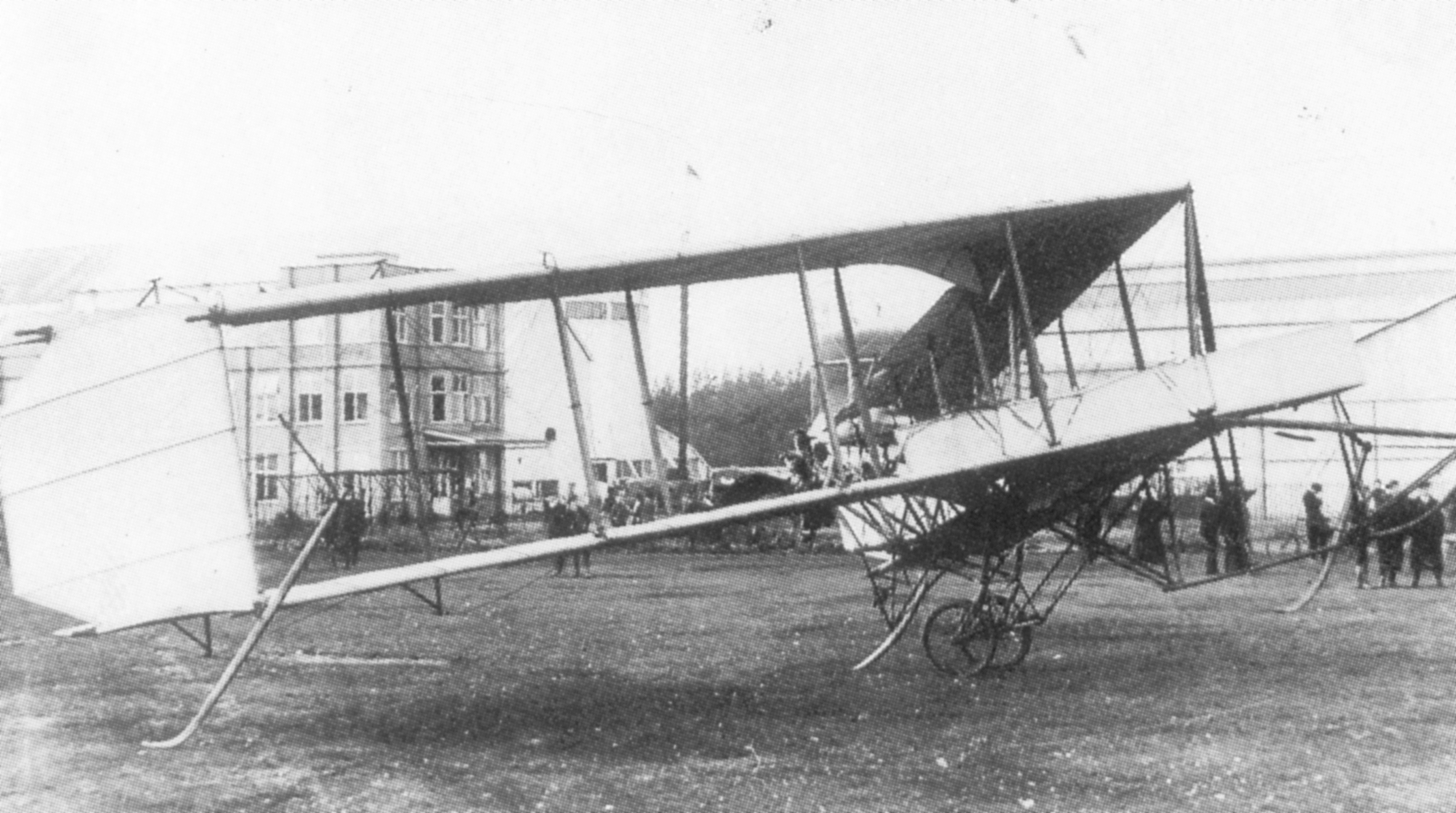
ファンボローのダン D.8。1914年3月11日撮影

1913年8月、フェリックス機長はD.8を操縦し、イーストチャーチからヴェリジー＝ヴィラクブレーまで英仏海峡を横断した。ニューポール社がD.8の製造ライセンスを取得し、フェリックスは彼らのためにフランスで展示飛行を行った。ニューポール社製のダン機がパリの航空サロンに出品されたのは1913年12月である。これは2機目のD.8のようにノーム・エンジンで駆動する複座機であり、重要な違いが空気力学的な点と構造に存在した。この機は上翼の2つのエレボンが1つの面に納められており、後方の翼端が著しく丸められていた。また胴体がわずかに改造を受け、木よりも鋼管でおおよそが作られていた。主翼間の支持柱は流線型の鋼管が用いられた。また極めて単純化された下部構造が取り付けられていた。
ダンはイギリス陸軍省からD.8の発注を2機得たが、納入が遅れたために1機がキャンセルされた。1機、おそらく1913年10月に飛行可能であったものと確実に同様の機体が、1914年3月3日にファンボローへ届けられた。この機体は3月11日、N・S・パーシバルによって幾度か飛行した。彼はイーストチャーチでしばしば最初のD.8を飛ばしていたが、このときはイギリス陸軍航空隊(RFC)の士官になっていた。この機体にはRFCナンバー366が付けられ、少なくとも1914年夏まで残存した可能性があるが、本機が再び飛行したという記録はない。一般的な判定は、安定性と操縦性能とのバランスを追求したとき、ダンの設計は前者に過度に傾倒しているというものだった。

## 派生型
- D.10。翼幅が短く（13.7m）、2座、ノーム・エンジンで飛行する型。後にD.8へと作り替えられた[11]。

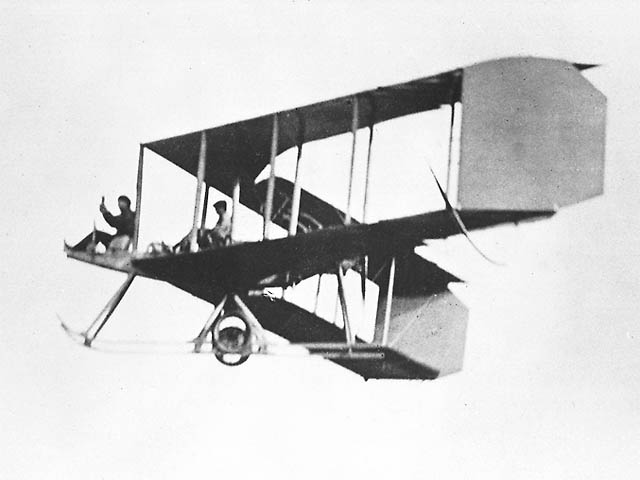
D.8から派生したバージェス・ダン、複座型。カナダ軍所属機。

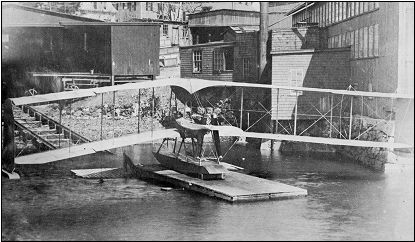
バージェス・ダン水上機型、カナダの航空部隊の装備機体。

- バージェス・ダン。アメリカのマサチューセッツ州、マーブルヘッドに拠点を置いたバージェス・カンパニーは、アメリカでの製造権を得てD.8をベースとした一連の航空機を製作した。これらはバージェス・ダン機と呼ばれ、またもっともよく認知されたのは単フロートの水上機としてである。初飛行は1914年3月[12]、操縦者はクリフォード・ウェブスターだった。翼端のフロートを別として主翼はD.8のものと同一だったが胴体は改修されており、より遮蔽されたコックピットとこれに包まれた独特のナセルが相違点である。本機は単座で、機体前方に重量の増した100hp（75kW）カーチスOXX2水冷式エンジンを配置し、胴体を短くしていた。またエンジンと操縦者の間にラジエーターを置いた。単フロートは5.38mの長さがあり、正面から見た際には浅くて平滑な外観で、一段のステップがついている。試作機は空中・水上の両方で良好だった[13]。第2機体は最初の機と非常に似通っていたが、第2の座席のための区画が設けられており、これは胴体に搭載されたラジエーターを、後部フロートの支柱に固定された1組のラジエーターに交換して作っている[12]。

第2機体はカナダ政府によって購入された。これはカナダ航空部隊用のもので、また彼らにとり最初の軍用機となった。本機は任務に就くため、第一次世界大戦時にヨーロッパへ船で運ばれたが、移動中に大きく損傷し、使用されることはなかった。第3機体は複座機であり、135馬力（100kW）のサルムソンM-9星形エンジンで飛行し、1914年もしくは1915年、アメリカ陸軍通信隊のために配備された。さらに2機がアメリカ海軍にも配備された。タイプAH-7には90hp（60kW）のカーチス・エンジンを装備し、AH-10には100hpのカーチスエンジンが付けられた。後者は1915年4月23日、アメリカの高度記録1万フィート（3,050m）を作っている。1機のバージェス・ダンは、短い期間、陸上機として使われていた。
バージェス・ダンの各型式。
- BDI - 試作機。
- BD - 第2号機。最初に軍の需要を狙い、次にスポーツ機を目指した[14]。
- BDH - 2座、140hp(104kW)スターテヴァントV-8エンジンを搭載[14]、またわずかに翼幅を延長。(14.0m)
- BDF - 3座、カーチスエンジンを搭載した水上機仕様。翼幅を延長。(16.2m)

バージェス・ダンの、実物大であるが飛行不能なレプリカが、オンタリオ州、カナダ空軍基地トレントンのカナダ国立空軍記念博物館に存在する。この機は大部分がBarry D.MacKeracherによって作られた。

## 諸元（D.8 第2機体）
数値は以下の書籍に拠る。
主要諸元
- 乗員:1名
- 全長:7.85m
- 全幅:14.02m
- 翼面積:50.6平方m
- 空虚重量:635kg
- 全備重量:862kg
- エンジン:ノーム 7気筒ロータリーエンジン、80hp (60kW) 1基

性能
- 最大速度:90km/h
- 上昇率:2.5m/s

## 参考文献

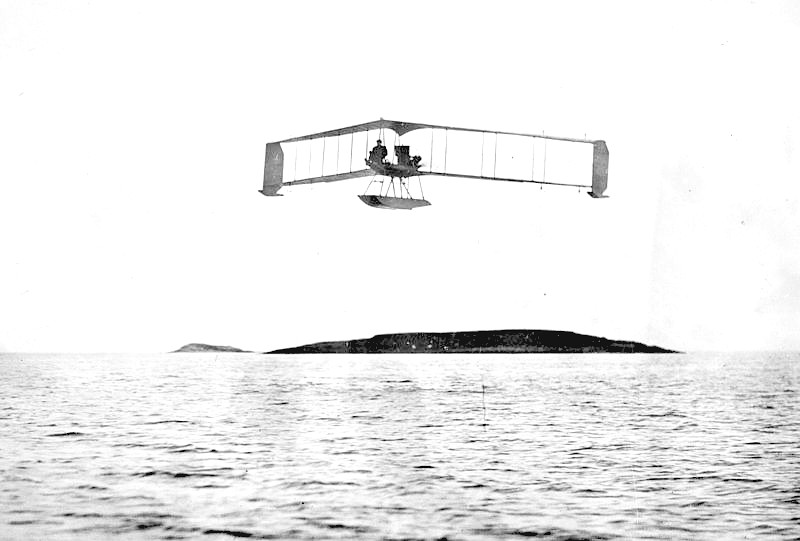
1914年、マーブルヘッド沖